# Selosabrang
Selosabrang is een bestuurslaag in het regentschap Temanggung van de provincie Midden-Java, Indonesië. Selosabrang telt 1859 inwoners (volkstelling 2010).